# An Evening with Groucho
An Evening with Groucho – tytuł nagrania z 1972 roku zarejestrowanego w nowojorskiej sali koncertowej Carnegie Hall. W swoim debiucie na tej scenie, wystąpił amerykański komik Groucho Marx, który przed publicznością prowadził monolog.
Występ zaprezentowany przez Dicka Cavetta, wydany został jako podwójny album przez wydawnictwo A&M Records. Marx opowiadał o rodzinie i przedstawiał historie na temat przemysłu rozrywkowego, a także wykonywał piosenki z przedstawień scenicznych i filmów z udziałem Braci Marxów. Marvin Hamlisch akompaniował Marxowi na fortepianie.
W 2018 roku materiał, nagrany podczas występu w Carnegie Hall, trafił (jako „kulturalnie, historycznie lub artystycznie znaczący”) na amerykańską listę National Recording Registry, prowadzoną przez Bibliotekę Kongresu.